# Железодефицитная анемия
Железодефици́тная анеми́я (ЖДА) — гематологический синдром, характеризующийся нарушением синтеза гемоглобина вследствие дефицита железа и проявляющийся анемией и сидеропенией. Основными причинами ЖДА являются скрытые (оккультные) кровотечения, недостаточное потребление железа с пищей и воспалительные заболевания тонкого кишечника.

## Классификация
В зависимости от выраженности снижения уровня гемоглобина выделяют три степени тяжести анемии: лёгкая — уровень гемоглобина выше 90 г/л; средняя — гемоглобин в пределах 90-‑70 г/л; тяжёлая — уровень гемоглобина менее 70 г/л.

## Этиология
Причиной дефицита железа является нарушение его баланса в сторону преобладания расходования железа над поступлением, наблюдаемое при различных физиологических состояниях или заболеваниях:
- кровопотери различного генеза;
- повышенные расходы железа (период роста, беременность, кормление грудью);
- нарушение усвоения железа;
- врождённый дефицит железа;
- нарушение транспорта железа вследствие дефицита трансферрина[3].

#### Кровопотери различного генеза
Повышенное расходование железа, вызывающее развитие гипосидеропении, чаще всего связано с кровопотерей или с усиленным его использованием при некоторых физиологических состояниях (беременность, период быстрого роста). У взрослых дефицит железа развивается, как правило, вследствие кровопотери. Чаще всего к отрицательному балансу железа приводят постоянные небольшие кровопотери и хронические скрытые кровотечения (5—10 мл/сут). Иногда дефицит железа может развиться после однократной массивной потери крови, превышающей запасы железа в организме, а также вследствие повторных значительных кровотечений, после которых запасы железа не успевают восстановиться.
Различные виды кровопотерь, приводящие к развитию постгеморрагической железодефицитной анемии, по частоте распределяются следующим образом: на первом месте находятся маточные кровотечения, затем кровотечения из пищеварительного канала. Редко сидеропения может развиться после повторных носовых, легочных, почечных, травматологических кровотечений, кровотечений после экстракции зубов и других видах кровопотерь. В отдельных случаях к дефициту железа могут приводить частые кроводачи у доноров (особенно женщин) и лечебные кровопускания у больных истинной полицитемией. Встречаются железодефицитные анемии, развивающиеся вследствие кровотечений в закрытые полости с отсутствием последующей реутилизации железа (гемосидероз легких, эктопический эндометриоз, гломические опухоли).
По статистическим данным, у 20—30 % женщин детородного возраста наблюдается скрытый дефицит железа, у 8—10 % обнаруживается железодефицитная анемия. Основной причиной возникновения гипосидероза у женщин, кроме беременности, являются патологическая менструация и маточные кровотечения. Полименорея может быть причиной уменьшения запасов железа в организме и развития скрытого дефицита железа, а затем и железодефицитной анемии. Маточные кровотечения в наибольшей мере увеличивают объём кровопотери у женщин и способствуют возникновению железодефицитных состояний.
Второе место по частоте среди факторов, вызывающих развитие постгеморрагической железодефицитной анемии, занимают кровопотери из пищеварительного канала, которые часто имеют скрытый характер и трудно диагностируются. У мужчин это вообще основная причина возникновения сидеропении. Такие кровопотери могут быть обусловлены заболеваниями органов пищеварения и болезнями других органов.
Нарушения баланса железа могут сопровождать повторные острые эрозивные или геморрагические эзофагиты и гастриты, язвенная болезнь желудка и двенадцатиперстной кишки с повторными кровотечениями, хронические инфекционные и воспалительные заболевания пищеварительного канала. При гигантском гипертрофическом гастрите (болезни Менетрие) и полипозном гастрите слизистая оболочка легко ранима и часто кровоточит. Частой причиной скрытых труднодиагностируемых кровопотерь является грыжа пищевого отверстия диафрагмы, варикозное расширение вен пищевода и прямой кишки при портальной гипертензии, геморрой, дивертикулы пищевода, желудка, кишок, протока Меккеля, опухоли. Легочные кровотечения — редкая причина развития дефицита железа. К развитию дефицита железа иногда могут приводить кровотечения из почек и мочевых путей. Очень часто сопровождаются гематурией гипернефромы.
В некоторых случаях кровопотери различной локализации, являющиеся причиной железодефицитной анемии, связаны с гематологическими заболеваниями (коагулопатиями, тромбоцитопениями и тромбоцитопатиями), а также с поражением сосудов при васкулитах, коллагенозах, болезни Рандю — Вебера — Ослера, гематомах.
Иногда железодефицитная анемия, обусловленная кровопотерей, развивается у новорождённых и грудных детей. Дети в значительно большей степени чувствительны к кровопотере, чем взрослые. У новорождённых потеря крови может быть следствием кровотечения, наблюдавшегося при предлежании плаценты, её повреждении при кесаревом сечении. Другие труднодиагностируемые причины кровопотери в период новорожденности и грудном возрасте: кровотечения из пищеварительного канала при инфекционных заболеваниях кишок, инвагинации, из дивертикула Меккеля. Значительно реже дефицит железа может возникать при недостаточном его поступлении в организм.

#### Несбалансированное питание
Дефицит железа алиментарного происхождения может развиться у детей и взрослых при недостаточном его содержании в пищевом рационе, что наблюдается при вегетарианстве, хроническом недоедании и голодании, при ограничении питания с лечебной целью, при однообразной пище с преимущественным содержанием жиров и сахаров. У детей может наблюдаться недостаточное поступление железа из организма матери как следствие железодефицитной анемии во время беременности, преждевременных родов, при многоплодности и недоношенности, преждевременной перевязке пуповины до прекращения пульсации.

#### Нарушение усвоения железа
Длительное время считали основной причиной развития дефицита железа отсутствие хлористоводородной кислоты в желудочном соке. Соответственно выделяли гастрогенную или ахлоргидрическую железодефицитную анемию. В настоящее время установлено, что ахилия может иметь только дополнительное значение в нарушении всасывания железа в условиях повышенной потребности в нём организма. Атрофический гастрит с ахилией возникает вследствие дефицита железа, обусловленного снижением активности ферментов и клеточного дыхания в слизистой оболочке желудка.
К нарушению всасывания железа могут приводить воспалительные, рубцовые или атрофические процессы в тонкой кишке, резекция тонкой кишки.
Существует ряд физиологических состояний, при которых потребность в железе резко увеличивается. К ним относятся беременность и лактация, а также периоды усиленного роста у детей. Во время беременности расходование железа резко повышается на потребности плода и плаценты, кровопотерю при родах и лактацию. Баланс железа в этот период находится на грани дефицита, и различные факторы, уменьшающие поступление или увеличивающие расход железа, могут приводить к развитию железодефицитной анемии.
В жизни ребёнка существует два периода, когда наблюдается повышенная потребность в железе. Первый период — 1—2-й годы жизни, когда ребёнок быстро растёт. Второй период — это период полового созревания, когда снова наступает быстрое развитие организма, у девочек появляется дополнительный расход железа вследствие менструальных кровотечений.
Железодефицитная анемия иногда, особенно в грудном и пожилом возрасте, развивается при инфекционных и воспалительных заболеваниях, ожогах, опухолях, вследствие нарушения обмена железа при сохранённом его общем количестве.

## Патогенез
Железодефицитная анемия связана с физиологической ролью железа в организме и его участием в процессах тканевого дыхания. Оно входит в состав гема — соединения, способного обратимо связывать кислород. Гем представляет собой простетическую часть молекулы гемоглобина и миоглобина. В депонировании железа в организме основное значение имеет ферритин и гемосидерин. Транспорт железа в организме осуществляет белок трансферрин (сидерофилин).
Организм только в незначительной степени может регулировать поступление железа из пищи и не контролирует его расходование. При отрицательном балансе обмена железа вначале расходуется железо из депо (латентный дефицит железа), затем возникает тканевый дефицит железа, проявляющийся нарушением ферментативной активности и дыхательной функции в тканях, и только позже развивается железодефицитная анемия.

## Клиническая картина и стадии развития болезни
ЖДА является последней стадией дефицита железа в организме. Клинических признаков дефицита железа на начальных стадиях нет, и диагностика предклинических стадий железодефицитного состояния стала возможной лишь благодаря развитию методов лабораторной диагностики. В зависимости от выраженности дефицита железа в организме различают три стадии:
- прелатентный дефицит железа в организме;
- латентный дефицит железа в организме;
- железодефицитная анемия.

### Прелатентный дефицит железа в организме
На этой стадии в организме происходит истощение депо. Основной формой депонирования железа является ферритин — водорастворимый гликопротеиновый комплекс, который содержится в макрофагах печени, селезёнки, костного мозга, в эритроцитах и сыворотке крови. Лабораторным признаком истощения запасов железа в организме является снижение уровня ферритина в сыворотке крови. При этом уровень сывороточного железа сохраняется в пределах нормальных значений. Клинические признаки на этой стадии отсутствуют, диагноз может быть установлен лишь на основании определения уровня сывороточного ферритина.

### Латентный дефицит железа в организме
Если не происходит адекватного восполнения дефицита железа на первой стадии, наступает вторая стадия железодефицитного состояния — латентный дефицит железа. На этой стадии в результате нарушения поступления необходимого количества металла в ткани отмечается снижение активности тканевых ферментов (цитохромов, каталазы, сукцинатдегидрогеназы и др.), что проявляется развитием сидеропенического синдрома. К клиническим проявлениям сидеропенического синдрома относится извращение вкуса, пристрастие к острой, солёной, пряной пище, мышечная слабость, дистрофические изменения кожи, придатков и др.
На стадии латентного дефицита железа в организме более выражены изменения в лабораторных показателях. Регистрируются не только истощение запасов железа в депо (снижение концентрации ферритина сыворотки), но и снижение содержания железа в сыворотке и белках-переносчиках.
Сывороточное железо — важный лабораторный показатель, на основании которого возможно проведение дифференциальной диагностики анемии и определение тактики лечения. Но следует помнить, что делать выводы о содержании железа в организме лишь по уровню сывороточного железа нельзя. Во-первых, уровень сывороточного железа подвержен значительным колебаниям в течение суток, зависит от пола, возраста и др. Во-вторых, гипохромные анемии могут иметь различную этиологию и патогенетические механизмы развития, определение лишь уровня сывороточного железа не даёт ответа на вопросы патогенеза. Так, если при анемии отмечается снижение уровня сывороточного железа наряду со снижением ферритина сыворотки, это свидетельствует о железодефицитной этиологии анемии, и основной тактикой лечения является устранение причин потери железа и восполнение его дефицита. В другом случае сниженный уровень сывороточного железа сочетается с нормальным уровнем ферритина. Это встречается при железоперераспределительных анемиях, при которых развитие гипохромной анемии связано с нарушением процесса высвобождения железа из депо. Тактика лечения перераспределительных анемий будет совершенно другой: назначение препаратов железа при данной анемии не только нецелесообразно, но и может причинить вред больному.
Общая железосвязывающая способность сыворотки (ОЖСС) — лабораторный тест, который даёт возможность определить степень так называемого «Fe-голодания» сыворотки. При определении ОЖСС в исследуемую сыворотку добавляют определённое количество железа. Часть добавленного железа связывается в сыворотке с белками-переносчиками, а железо, которое не связалось с белками, удаляют из сыворотки и определяют его количество. При железодефицитной анемии сыворотка пациента связывает больше железа, чем в норме. Регистрируется увеличение ОЖСС.
Насыщение трансферрина железом, %. Основным белком-переносчиком железа в сыворотке крови является трансферрин. Синтез трансферрина происходит в печени. Одна молекула трансферрина может связать два атома железа. В норме насыщение трансферрина железом составляет около 30 %. На этапе латентного дефицита железа в организме происходит снижение насыщения трансферрина железом (менее 20 %).

### Железодефицитная анемия
Железодефицитное состояние зависит от степени дефицита железа и скорости его развития, включает признаки анемии и тканевого дефицита железа (сидеропении). Явления тканевого дефицита железа отсутствуют лишь при некоторых железодефицитных анемиях, обусловленных нарушением утилизации железа, когда депо им переполнены. Таким образом, железодефицитная анемия в своём течении проходит два периода: период скрытого дефицита железа и период явной анемии, вызванной дефицитом железа. В период скрытого дефицита появляются многие субъективные жалобы и клинические признаки, характерные для железодефицитных анемий, только менее выраженные. Больные отмечают общую слабость, недомогание, снижение работоспособности. Уже в этот период могут наблюдаться извращение вкуса, сухость и пощипывание языка, нарушение глотания с ощущением инородного тела в горле (синдром Пламмера — Винсона), сердцебиение, одышка.
При объективном обследовании больных обнаруживаются «малые симптомы дефицита железа»: атрофия сосочков языка, хейлит («заеды»), сухость кожи и волос, ломкость ногтей, жжение и зуд вульвы. Все эти признаки нарушения трофики эпителиальных тканей связаны с тканевой сидеропенией и гипоксией.
Скрытый дефицит железа может быть единственным признаком недостаточности железа. К таким случаям относятся нередко выраженные сидеропении, развивающиеся на протяжении длительного времени у женщин зрелого возраста вследствие повторных беременностей, родов и абортов, у женщин-доноров, у лиц любого пола в период усиленного роста.
У большинства больных при продолжающемся дефиците железа после исчерпания его тканевых резервов развивается железодефицитная анемия, являющаяся признаком тяжелой недостаточности железа в организме.
Изменения функции различных органов и систем при железодефицитной анемии являются не столько следствием малокровия, сколько тканевого дефицита железа. Доказательством этого служит несоответствие тяжести клинических проявлений болезни и степени анемии и появление их уже в стадии скрытого дефицита железа.
Больные железодефицитной анемией отмечают общую слабость, быструю утомляемость, затруднение в сосредоточении внимания, иногда сонливость. Появляется головная боль после переутомления и головокружение, при тяжелой анемии возможны обмороки. Эти жалобы, как правило, зависят не от степени малокровия, а от продолжительности заболевания и возраста больных.
Железодефицитная анемия характеризуется изменениями кожи, ногтей и волос. Кожа обычно бледная, иногда с легким зеленоватым оттенком (хлороз) и с легко возникающим румянцем щек, она становится сухой, дряблой, шелушится, легко образуются трещины. Волосы редеют, теряют блеск, сереют, истончаются, легко ломаются и рано седеют. Специфичны изменения ногтей: они становятся тонкими, матовыми, уплощаются, легко расслаиваются и ломаются, появляется исчерченность. При выраженных изменениях ногти приобретают вогнутую, ложкообразную форму (койлонихия).

## Диагностика

### Клинический анализ крови
ЖДА относится к микроцитарным анемиям. В клиническом анализе крови отмечается сочетание снижения уровня гемоглобина с уменьшением размеров эритроцитов (показатель MCV ниже нормы). В редких случаях при сочетании дефицита железа с дефицитом фолиевой кислоты и/или витамина В12 размеры эритроцитов могут оставаться в норме.

### Биохимический анализ крови
При развитии ЖДА в биохимическом анализе крови всегда отмечается снижение уровня ферритина.
Кроме того, может отмечаться:
- уменьшение концентрации сывороточного железа;
- повышение ОЖСС;
- уменьшение насыщения трансферрина железом.

### Дифференциальная диагностика
При постановке диагноза ЖДА необходимо проводить дифференциальный диагноз с другими гипохромными анемиями.
Железоперераспределительные анемии — достаточно частая патология и по частоте развития занимает второе место среди всех анемий (после ЖДА). Она развивается при острых и хронических инфекционно-воспалительных заболеваниях, сепсисе, туберкулёзе, ревматоидном артрите, болезнях печени, онкологических заболеваниях, ИБС и др. Механизм развития гипохромной анемии при этих состояниях связан с перераспределением железа в организме (оно находится преимущественно в депо) и нарушением механизма реутилизации железа из депо. При вышеперечисленных заболеваниях происходит активация макрофагальной системы, когда макрофаги в условиях активации прочно удерживают железо, тем самым нарушая процесс его реутилизации. В общем анализе крови отмечается умеренное снижение гемоглобина (<80 г/л). Основным отличием от ЖДА являются:
- повышенный уровень ферритина сыворотки, что свидетельствует о повышенном содержании железа в депо;
- уровень сывороточного железа может сохраняться в пределах нормальных значений или быть умеренно сниженным;
- ОЖСС остается в пределах нормальных значений либо снижается, что говорит об отсутствии Fe-голодания сыворотки.

Железонасыщенные анемии развиваются в результате нарушения синтеза гема, которое обусловлено наследственностью либо может быть приобретённым. Гем образуется из протопорфирина и железа в эритрокариоцитах. При железонасыщенных анемиях происходит нарушение активности ферментов, участвующих в синтезе протопорфирина. Следствием этого является нарушение синтеза гема. Железо, которое не было использовано для синтеза гема, депонируется в виде ферритина в макрофагах костного мозга, а также в виде гемосидерина в коже, печени, поджелудочной железе, миокарде, в результате чего развивается вторичный гемосидероз. В общем анализе крови будет регистрироваться анемия, эритропения, снижение цветового показателя. Для показателей обмена железа в организме характерно повышение концентрации ферритина и уровня сывороточного железа, нормальные показатели ОЖСС, повышение насыщения трансферрина железом (в некоторых случаях достигает 100 %).
Таким образом, основными биохимическими показателями, позволяющими оценить состояние обмена железа в организме, являются ферритин, железо сыворотки, ОЖСС и % насыщения трансферрина железом.
Использование показателей обмена железа в организме даёт возможность врачу-клиницисту:
- выявить наличие и характер нарушений обмена железа в организме;
- выявить наличие дефицита железа в организме на доклинической стадии;
- проводить дифференциальную диагностику гипохромных анемий;
- оценить эффективность проводимой терапии.

## Лечение
Лечение проводится длительным (не менее 3 месяцев) приёмом препаратов железа. Обычно улучшение самочувствия наблюдается через несколько дней от начала терапии. Критерием достаточной эффективности лечения является прирост уровня гемоглобина на 10 г/л через 2 недели от начала приема. Повышение уровня гемоглобина до нормального уровня чаще всего происходит в течение 1—2 месяцев. Дополнительные месяцы терапии после восстановления уровня гемоглобина необходимы для формирования «депо» железа в печени и селезенке. Ранняя отмена препарата приводит к быстрому рецидиву заболевания.
В случае непереносимости пероральных препаратов железа или нарушения их усвоения назначаются препараты железа для внутривенного введения.
Беременным с ЖДА (небольшое снижение уровня гемоглобина и числа эритроцитов физиологично вследствие умеренной гидремии и не требует лечения) назначается средняя доза сульфата железа внутрь до родов и в период кормления грудью, если у ребёнка не возникнет диарея, что обычно случается редко.

## Профилактика
- Периодическое наблюдение за картиной крови;
- употребление пищи с высоким содержанием железа (мясо, печень и др.);
- профилактический приём препаратов железа в группах риска;
- оперативная ликвидация источников кровопотерь.

## Прогноз
При своевременно и эффективно начатом лечении прогноз обычно благоприятный.